# Чемпионат Словакии по футболу 2016/2017
Фортуна-лига сезона 2016-17 — 24-й розыгрыш чемпионата Словакии по футболу с момента его основания. Титул защищал клуб «Тренчин». Чемпионом стал клуб «Жилина».

## Клубы
Всего в лиге играет 12 команд, включая 11 команд, продолжающих с сезона 2015-16 и одна команда, поднявшиеся из DOXXbet liga.
MFK Скалица вылетела во Вторую Лигу по итогам прошлого сезона, заняв последнее место.
«Татран» (Прешов), занявший первое место во Второй Лиге прошлого сезона, перешёл в Премьер-Лигу.

### Стадионы и карта участников
| ФК Тренчин                   | «Слован» (Братислава) | «Спартак» (Миява) | «Спартак» (Трнава)  |
| ---------------------------- | --- | --- | ------------------- |
| На Сухоти                    | Пасиенки | Городской стадион | Антона Малатинского |
| Вместимость: 3,500           | Вместимость: 12,000 | Вместимость: 2,709 | Вместимость: 19,200 |
|                              | | |                     |
| СК Жилина                    | «Слован» (Братислава) ФК Сеница «Спартак» (Трнава) ФК Тренчин «Спартак» (Миява) СК Жилина ФК Ружомберок «ДАК 1904» (Дунайска-Стреда) «Шпорт» (Подбрезова) «ВиОн» (Злате-Моравце) «Земплин» (Михаловце) «Татран» (Прешов)Чемпионат Словакии по футболу 2016/2017, Словакия | «Слован» (Братислава) ФК Сеница «Спартак» (Трнава) ФК Тренчин «Спартак» (Миява) СК Жилина ФК Ружомберок «ДАК 1904» (Дунайска-Стреда) «Шпорт» (Подбрезова) «ВиОн» (Злате-Моравце) «Земплин» (Михаловце) «Татран» (Прешов)Чемпионат Словакии по футболу 2016/2017, Словакия |                     |
| Под Дубнём                   | «Слован» (Братислава) ФК Сеница «Спартак» (Трнава) ФК Тренчин «Спартак» (Миява) СК Жилина ФК Ружомберок «ДАК 1904» (Дунайска-Стреда) «Шпорт» (Подбрезова) «ВиОн» (Злате-Моравце) «Земплин» (Михаловце) «Татран» (Прешов)Чемпионат Словакии по футболу 2016/2017, Словакия | «Слован» (Братислава) ФК Сеница «Спартак» (Трнава) ФК Тренчин «Спартак» (Миява) СК Жилина ФК Ружомберок «ДАК 1904» (Дунайска-Стреда) «Шпорт» (Подбрезова) «ВиОн» (Злате-Моравце) «Земплин» (Михаловце) «Татран» (Прешов)Чемпионат Словакии по футболу 2016/2017, Словакия |                     |
| Вместимость: 11,181          | «Слован» (Братислава) ФК Сеница «Спартак» (Трнава) ФК Тренчин «Спартак» (Миява) СК Жилина ФК Ружомберок «ДАК 1904» (Дунайска-Стреда) «Шпорт» (Подбрезова) «ВиОн» (Злате-Моравце) «Земплин» (Михаловце) «Татран» (Прешов)Чемпионат Словакии по футболу 2016/2017, Словакия | «Слован» (Братислава) ФК Сеница «Спартак» (Трнава) ФК Тренчин «Спартак» (Миява) СК Жилина ФК Ружомберок «ДАК 1904» (Дунайска-Стреда) «Шпорт» (Подбрезова) «ВиОн» (Злате-Моравце) «Земплин» (Михаловце) «Татран» (Прешов)Чемпионат Словакии по футболу 2016/2017, Словакия |                     |
|                              | «Слован» (Братислава) ФК Сеница «Спартак» (Трнава) ФК Тренчин «Спартак» (Миява) СК Жилина ФК Ружомберок «ДАК 1904» (Дунайска-Стреда) «Шпорт» (Подбрезова) «ВиОн» (Злате-Моравце) «Земплин» (Михаловце) «Татран» (Прешов)Чемпионат Словакии по футболу 2016/2017, Словакия | «Слован» (Братислава) ФК Сеница «Спартак» (Трнава) ФК Тренчин «Спартак» (Миява) СК Жилина ФК Ружомберок «ДАК 1904» (Дунайска-Стреда) «Шпорт» (Подбрезова) «ВиОн» (Злате-Моравце) «Земплин» (Михаловце) «Татран» (Прешов)Чемпионат Словакии по футболу 2016/2017, Словакия |                     |
| ФК Ружомберок                | «Слован» (Братислава) ФК Сеница «Спартак» (Трнава) ФК Тренчин «Спартак» (Миява) СК Жилина ФК Ружомберок «ДАК 1904» (Дунайска-Стреда) «Шпорт» (Подбрезова) «ВиОн» (Злате-Моравце) «Земплин» (Михаловце) «Татран» (Прешов)Чемпионат Словакии по футболу 2016/2017, Словакия | «Слован» (Братислава) ФК Сеница «Спартак» (Трнава) ФК Тренчин «Спартак» (Миява) СК Жилина ФК Ружомберок «ДАК 1904» (Дунайска-Стреда) «Шпорт» (Подбрезова) «ВиОн» (Злате-Моравце) «Земплин» (Михаловце) «Татран» (Прешов)Чемпионат Словакии по футболу 2016/2017, Словакия |                     |
| Под Чебратом                 | «Слован» (Братислава) ФК Сеница «Спартак» (Трнава) ФК Тренчин «Спартак» (Миява) СК Жилина ФК Ружомберок «ДАК 1904» (Дунайска-Стреда) «Шпорт» (Подбрезова) «ВиОн» (Злате-Моравце) «Земплин» (Михаловце) «Татран» (Прешов)Чемпионат Словакии по футболу 2016/2017, Словакия | «Слован» (Братислава) ФК Сеница «Спартак» (Трнава) ФК Тренчин «Спартак» (Миява) СК Жилина ФК Ружомберок «ДАК 1904» (Дунайска-Стреда) «Шпорт» (Подбрезова) «ВиОн» (Злате-Моравце) «Земплин» (Михаловце) «Татран» (Прешов)Чемпионат Словакии по футболу 2016/2017, Словакия |                     |
| Вместимость: 4,817           | «Слован» (Братислава) ФК Сеница «Спартак» (Трнава) ФК Тренчин «Спартак» (Миява) СК Жилина ФК Ружомберок «ДАК 1904» (Дунайска-Стреда) «Шпорт» (Подбрезова) «ВиОн» (Злате-Моравце) «Земплин» (Михаловце) «Татран» (Прешов)Чемпионат Словакии по футболу 2016/2017, Словакия | «Слован» (Братислава) ФК Сеница «Спартак» (Трнава) ФК Тренчин «Спартак» (Миява) СК Жилина ФК Ружомберок «ДАК 1904» (Дунайска-Стреда) «Шпорт» (Подбрезова) «ВиОн» (Злате-Моравце) «Земплин» (Михаловце) «Татран» (Прешов)Чемпионат Словакии по футболу 2016/2017, Словакия |                     |
|                              | «Слован» (Братислава) ФК Сеница «Спартак» (Трнава) ФК Тренчин «Спартак» (Миява) СК Жилина ФК Ружомберок «ДАК 1904» (Дунайска-Стреда) «Шпорт» (Подбрезова) «ВиОн» (Злате-Моравце) «Земплин» (Михаловце) «Татран» (Прешов)Чемпионат Словакии по футболу 2016/2017, Словакия | «Слован» (Братислава) ФК Сеница «Спартак» (Трнава) ФК Тренчин «Спартак» (Миява) СК Жилина ФК Ружомберок «ДАК 1904» (Дунайска-Стреда) «Шпорт» (Подбрезова) «ВиОн» (Злате-Моравце) «Земплин» (Михаловце) «Татран» (Прешов)Чемпионат Словакии по футболу 2016/2017, Словакия |                     |
| «ДАК 1904» (Дунайска-Стреда) | «Слован» (Братислава) ФК Сеница «Спартак» (Трнава) ФК Тренчин «Спартак» (Миява) СК Жилина ФК Ружомберок «ДАК 1904» (Дунайска-Стреда) «Шпорт» (Подбрезова) «ВиОн» (Злате-Моравце) «Земплин» (Михаловце) «Татран» (Прешов)Чемпионат Словакии по футболу 2016/2017, Словакия | «Слован» (Братислава) ФК Сеница «Спартак» (Трнава) ФК Тренчин «Спартак» (Миява) СК Жилина ФК Ружомберок «ДАК 1904» (Дунайска-Стреда) «Шпорт» (Подбрезова) «ВиОн» (Злате-Моравце) «Земплин» (Михаловце) «Татран» (Прешов)Чемпионат Словакии по футболу 2016/2017, Словакия |                     |
| Городской стадион            | «Слован» (Братислава) ФК Сеница «Спартак» (Трнава) ФК Тренчин «Спартак» (Миява) СК Жилина ФК Ружомберок «ДАК 1904» (Дунайска-Стреда) «Шпорт» (Подбрезова) «ВиОн» (Злате-Моравце) «Земплин» (Михаловце) «Татран» (Прешов)Чемпионат Словакии по футболу 2016/2017, Словакия | «Слован» (Братислава) ФК Сеница «Спартак» (Трнава) ФК Тренчин «Спартак» (Миява) СК Жилина ФК Ружомберок «ДАК 1904» (Дунайска-Стреда) «Шпорт» (Подбрезова) «ВиОн» (Злате-Моравце) «Земплин» (Михаловце) «Татран» (Прешов)Чемпионат Словакии по футболу 2016/2017, Словакия |                     |
| Вместимость: 16,410          | «Слован» (Братислава) ФК Сеница «Спартак» (Трнава) ФК Тренчин «Спартак» (Миява) СК Жилина ФК Ружомберок «ДАК 1904» (Дунайска-Стреда) «Шпорт» (Подбрезова) «ВиОн» (Злате-Моравце) «Земплин» (Михаловце) «Татран» (Прешов)Чемпионат Словакии по футболу 2016/2017, Словакия | «Слован» (Братислава) ФК Сеница «Спартак» (Трнава) ФК Тренчин «Спартак» (Миява) СК Жилина ФК Ружомберок «ДАК 1904» (Дунайска-Стреда) «Шпорт» (Подбрезова) «ВиОн» (Злате-Моравце) «Земплин» (Михаловце) «Татран» (Прешов)Чемпионат Словакии по футболу 2016/2017, Словакия |                     |
|                              | | |                     |
| «Шпорт» (Подбрезова)         | | |                     |
| ZELPO                        | | |                     |
| Вместимость: 4,061           | | |                     |
|                              | | |                     |
| «ВиОн» (Злате-Моравце)       | ФК Сеница | «Земплин» (Михаловце) | «Татран» (Прешов)   |
| ВиОн                         | OMS Arena | Городской стадион | Татран              |
| Вместимость: 4,000           | Вместимость: 5,070 | Вместимость: 4,440 | Вместимость: 5,410  |
|                              | | |                     |

## Тренеры, капитаны, технические спонсоры и финансовые спонсоры команд
| Клуб                         | Президент          | Тренер           | Капитан            | Форма           | Главный спонсор            |
| ---------------------------- | ------------------ | ---------------- | ------------------ | --------------- | -------------------------- |
| ФК Тренчин                   | Тшеу Ла Линь       | Мартин Шевела    | Петер Клешчик      | Adidas          | AEGON                      |
| «ДАК 1904» (Дунайска-Стреда) | Оскар Вильяджи     | Кристиан Немет   | Любомир Михалик    | Adidas          | Kukkonia                   |
| «Шпорт» (Подбрезова)         | Юлиус Кривань      | Марек Фабуля     | Ярослав Костельный | Adidas          | Železiarne Podbrezová      |
| ФК Сеница                    | Владимир Леварский | вакант.          | Павел Коштал       | Hummel          | Business Funding Solutions |
| ФК Ружомберок                | Милан Филё         | Норберт Грнчар   | Марек Сапара       | Adidas          | Mondi                      |
| СК Жилина                    | Йозеф Антошик      | Адриан Гуля      | Виктор Печовский   | Nike            | Preto                      |
| «Слован» (Братислава)        | Иван Кмотрик       | Иван Вукоманович | Ян Муха            | Adidas          | Nike                       |
| «Спартак» (Миява)            | Павел Галабрин     | Микулаш Радваньи | Штефан Пекар       | Uhlsport        | NAD RESS                   |
| «Спартак» (Трнава)           | Душан Кекети       | Мирослав Карган  | Мартин Микович     | Adidas          | ŽOS Trnava, Škoda Auto     |
| «ВиОн» (Злате-Моравце)       | Карол Шкула        | Петер Гергей     | Петер Оравик       | Erreà           | ViOn                       |
| «Земплин» (Михаловце)        | Ян Сабол           | Антон Шолтис     | Томаш Седлак       | Adidas          | Scorp                      |
| «Татран» (Прешов)            | Мирослав Ремета    | Станислав Варга  | Патрик Яцко        | ATAK Sportswear | Dúha                       |

## Турнирная таблица
| М  | Команда                      | И  | В  | Н  | П  | Мячи    | ±   | О  | Примечания                                               |
| -- | ---------------------------- | -- | -- | -- | -- | ------- | --- | -- | -------------------------------------------------------- |
| 1  | СК Жилина                    | 30 | 23 | 4  | 3  | 82 − 25 | +57 | 73 | 2-й квалификационный раунд Лиги чемпионов УЕФА 2017/2018 |
| 2  | «Слован» (Братислава)        | 30 | 18 | 3  | 9  | 54 − 34 | +20 | 57 | 1-й квалификационный раунд Лиги Европы УЕФА 2017/2018    |
| 3  | ФК Ружомберок                | 30 | 15 | 7  | 8  | 55 − 38 | +17 | 52 | 1-й квалификационный раунд Лиги Европы УЕФА 2017/2018    |
| 4  | ФК Тренчин                   | 30 | 14 | 5  | 11 | 53 − 48 | +5  | 47 | 1-й квалификационный раунд Лиги Европы УЕФА 2017/2018    |
| 5  | «Шпорт» (Подбрезова)         | 30 | 12 | 9  | 9  | 34 − 31 | +3  | 45 |                                                          |
| 6  | «Спартак» (Трнава)           | 30 | 12 | 7  | 11 | 34 − 37 | −3  | 43 |                                                          |
| 7  | «ДАК 1904» (Дунайска-Стреда) | 30 | 10 | 12 | 8  | 37 − 34 | +3  | 42 |                                                          |
| 8  | «Земплин» (Михаловце)        | 30 | 8  | 5  | 17 | 35 − 55 | −20 | 29 |                                                          |
| 9  | ФК Сеница                    | 30 | 7  | 7  | 16 | 25 − 35 | −10 | 28 |                                                          |
| 10 | «ВиОн» (Злате-Моравце)       | 30 | 5  | 7  | 18 | 29 − 55 | −26 | 22 |                                                          |
| 11 | «Татран» (Прешов)            | 30 | 3  | 10 | 17 | 17 − 63 | −46 | 19 |                                                          |
| 12 | Спартак (Миява)              | 0  | 0  | 0  | 0  | 0 − 0   | 0   | 0  | Вылет во Вторую лигу                                     |

И — игры, В — выигрыши, Н — ничьи, П — проигрыши, Мячи — забитые и пропущенные голы, ± — разница голов, О — очки

Спартак (Миява) выбыл из лиги 21 декабря 2016 года и результаты этого клуба были аннулированы.

## Статистика

### Лучшие бомбардиры
| Место | Футболист        | Клуб                  | Голов   |
| ----- | ---------------- | --------------------- | ------- |
| 1     | Сейдуба Сума     | «Слован» (Братислава) | 20 (29) |
| 2     | Филип Глоговский | Жилина                | 20 (32) |
| 3     | Якуб Мареш       | Ружомберок            | 14 (31) |
| 3     | Рангело Янга     | Тренчин               | 14 (31) |
| 3     | Михал Шкварка    | Жилина                | 14 (31) |
| 6     | Тамаш Пришкин    | «Слован» (Братислава) | 10 (25) |
| 7     | Павол Шафранко   | Шпорт 4 ДАК 1904. 6   | 10 (30) |
| 8.    | Николас Шпалек   | Жилина                | 9       |
| 9     | Юсуф Отубанджо   | Жилина                | 8 (18)  |
| 9     | Эрик Пачинда     | ДАК 1904              | 8 (26)  |